# Dolní Lutyně
Dolní Lutyně é uma comuna checa localizada na região de Morávia-Silésia, distrito de Karviná‎.